# Lola Lemos
Lola Lemos (* 5. Mai 1913 in Brea de Aragón, Provinz Saragossa; † 6. August 2009 in Madrid) war eine spanische Schauspielerin.
Lemos entstammte einer bis ins 18. Jahrhundert zurückreichenden Dynastie von Schauspielern; so wurde sie auch während einer Tournee geboren. Wie ihr Bruder Carlos setzte sie die Familientradition fort und trat in zahllosen Theaterstücken auf; 1959 drehte sie ihren ersten von rund 30 Filmen. In späteren Jahren wurde sie als Großmutter in Fernsehserien, in denen (“Historias para no dormer”, “Estudio 1”, “Novela”) sie schon zuvor großen Erfolg hatte, in ganz Spanien bekannt, so in Menudo is mi padre (1996–1998), El Fary und Abierto 24 horas (2000–2001).

## Filmografie (Auswahl)
- 1966: Dos mil Dolares por Coyote